# Амају
Амају (фр. Amailloux) насеље је и општина у западној Француској у региону Поату-Шарант, у департману Де Севр која припада префектури Партне.
По подацима из 2011. године у општини је живело 865 становника, а густина насељености је износила 23,23 становника/km². Општина се простире на површини од 37,24 km². Налази се на средњој надморској висини од 165 метара (максималној 221 m, а минималној 139 m).

## Демографија
| 1962. | 1968. | 1975. | 1982. | 1990. | 1999. | 2011. |
| ----- | ----- | ----- | ----- | ----- | ----- | ----- |
| 891   | 940   | 820   | 831   | 753   | 720   | 865   |

График промене броја становника у току последњих година